# Gordianus II
Marcus Antonius Gordianus Sempronianus Romanus "Africanus" (191/2-238), (exact dezelfde naam als zijn vader, Gordianus I) kortweg Gordianus II, was keizer gedurende enkele weken in maart-april 238 samen met zijn vader Gordianus I.
Evenals zijn vader was hij erg rijk. Hij was een vriendelijke en buitengewoon begaafde persoonlijkheid, gouverneur van Achaea, Quaestor onder Elagabalus, prefect van Rome en consul onder Severus Alexander.
In 238 werd zijn vader als gouverneur in Noord-Afrika aangesteld en hij werd zijn afgevaardigde. Als gevolg van een opstand in deze provincie tegen keizer Maximinus Thrax en de weerstand die de krankzinnige belastingheffingen van deze keizer bij de rijke burgers in het hele Romeinse Rijk opriep, werd de keizer, die op dat moment in Sirmium was, door de senaat afgezet en hij en zijn vader in maart 238 door de senaat uitgeroepen tot nieuwe keizers. Beiden kregen de titel "Africanus".
De Gordiani begingen echter een fatale fout door Capellianus, een oude vijand en de gouverneur van Numidia, tegen zich in het harnas te jagen en tegen wie zij zich niet konden verdedigen. Door de opstand van Capellianus kwamen beide Gordiani, na ongeveer drie weken keizerschap, op 12 april om het leven (zie Slag bij Carthago).